# Mafredo de Saint-Pierre
Mafredo de Saint-Pierre (c. 880 - 926) foi um nobre da Alta Idade Média francesa tendo sido Conde de Quercy uma província da França durante o Antigo Regime, com a sua capital em Cahors, a antiga cidade dos Cadurcos, estendendo-se sobre os territórios de Souillac de Montauban, através de Figeac.

## Relações familiares
Foi filho de Frodino de Saint-Pierre (c. 830 -  885) e de Hildegarda de Turenne (c. 850 -?), filha de Raul de Turenne (c. 820 -?) e de Aiga (825 -?). Casou com Ertruda de Aurillac, de quem teve:
1. Ermetruda de Saint-Pierre (925 -?), filha de Hugo de Ruergue (830 - 1010)  barão de Gramat, atual comuna francesa na região administrativa de Sul-Pirenéus, no departamento de Lot.